# Marcha Austriae

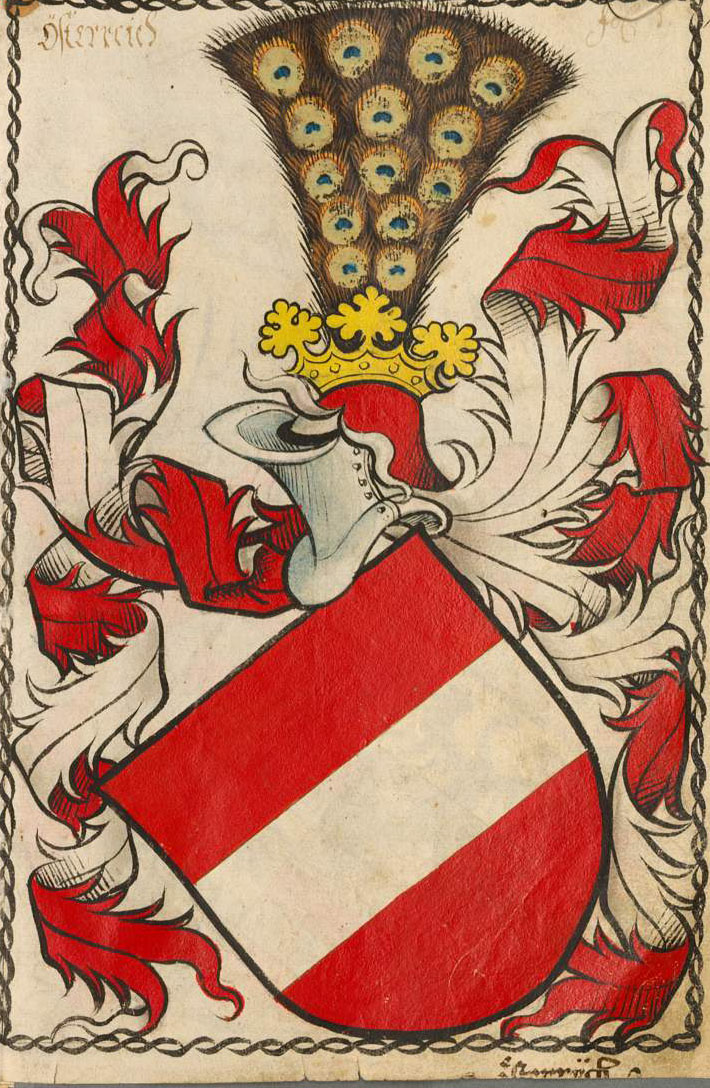
Het markgraafschap Oostenrijk werd bestuurd door het Huis Babenberg (wapenschild).

Marcha Austriae, synoniemen markgraafschap Oostenrijk, Ostarrichi of Oostelijke mark van het Rooms-Duitse Rijk of Oostelijk Land. Deze vele synoniemen wijzen op naamgeving in latere eeuwen aan dit markgraafschap.
Dit was de tweede Oostmark, in opvolging van de Frankische Marcha Orientalis, en dit voor de periode circa 976 - 1156. Het gebied komt grotendeels overeen met vandaag Opper-Oostenrijk en Neder-Oostenrijk.

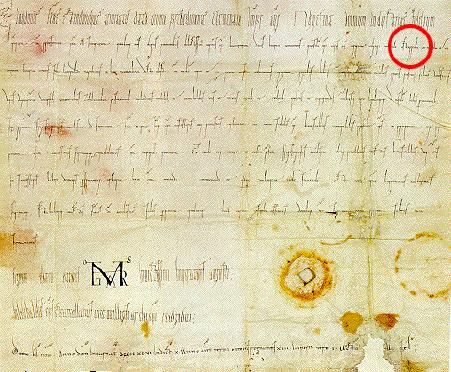
De naam OSTARRICHI is voor het eerst vermeld in deze akte van de Rooms-Duitse keizer Otto III in het jaar 996 (Beiers Staatsarchief in München)

Het hertogdom Beieren was toen uiteengevallen in het resterende hertogdom Beieren, deze Oostmark aan de Donau, het hertogdom Karinthië en het markgraafschap Verona. Formeel bleef de Oostmark evenwel deel uitmaken van het hertogdom Beieren tot 1156, doch deze leenband was los tot onbestaande. Het oudste document met de naam Ostarrichi is van de hand van de Rooms-Duitse keizer Otto III en is gericht aan de bisschop van Freising in Beieren (996).

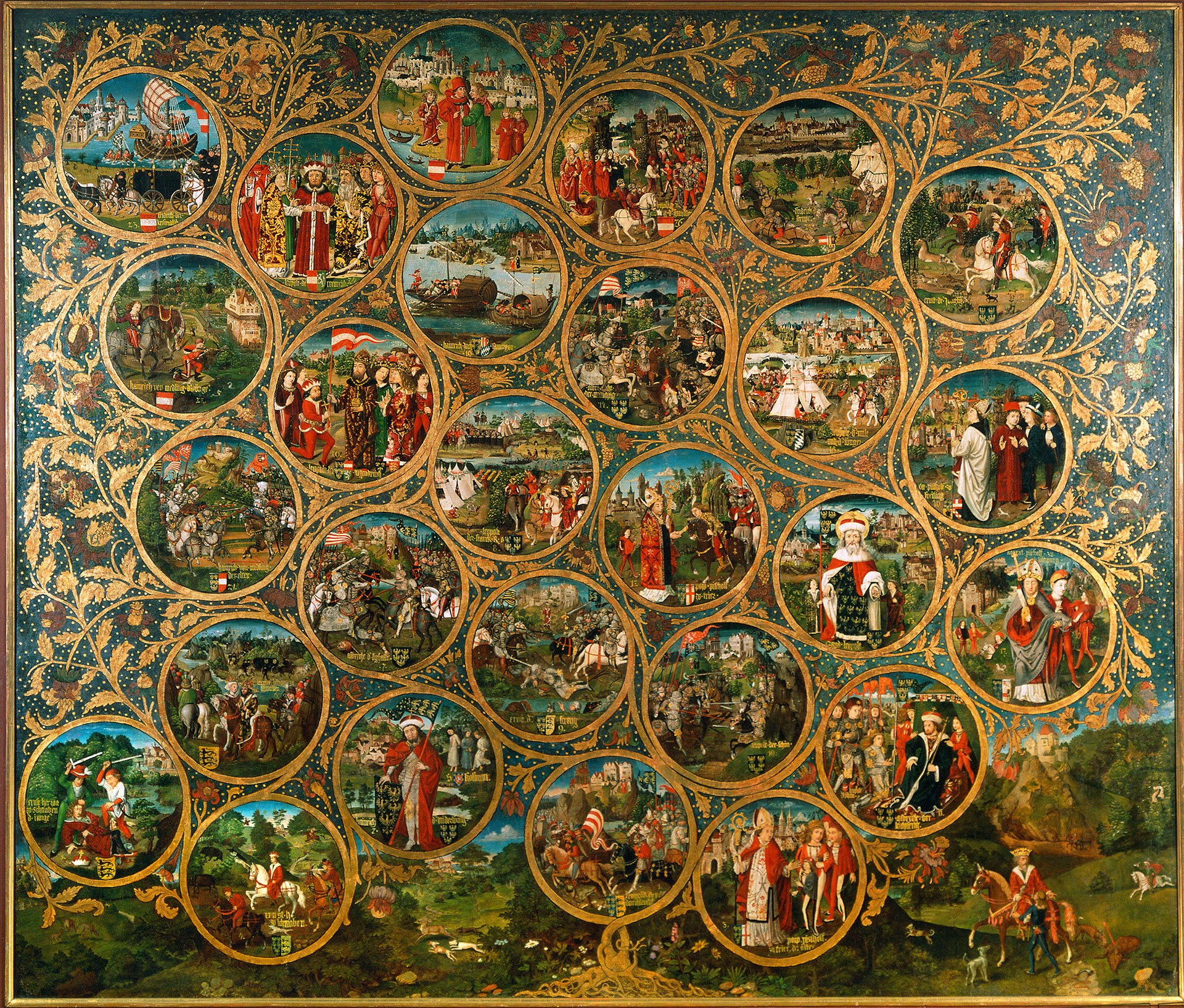
Huis Babenberg, bewaard in het Stift Klosterneuburg bij Wenen.

De dynastie van de Babenbergers was afkomstig van Bamberg in het noorden van Beieren. Dit vorstenhuis bestond uit een Frankische tak en een Oostenrijkse tak. Leopold I van Babenberg verwierf het markgraafschap Oostenrijk in 976. De Babenbergers gedroegen zich als onafhankelijke markgraven. De bekendste Babenberger is markgraaf Leopold III, de heilige, die een burcht bouwde in Klosterneuburg, gelegen stroomafwaarts aan de Donau en naast het Wienerwald. De Babenbergers breidden de stad Wenen uit en stichtten Wiener Neustadt. In 1156 werd het markgraafschap Oostenrijk een hertogdom, los van het moederland Beieren.